# Trichoniscoides albidus
Trichoniscoides albidus är en kräftdjursart som först beskrevs av Gustav Budde-Lund 1879.  Trichoniscoides albidus ingår i släktet Trichoniscoides och familjen Trichoniscidae. Arten är reproducerande i Sverige.

## Underarter
Arten delas in i följande underarter:
- T. a. albidus
- T. a. atlanticus
- T. a. speluncarum